# Alasmidonta mccordi
Alasmidonta mccordi, tên tiếng Anh: Coosa elktoe, là một loài trai nước ngọt, là động vật thân mềm hai mảnh vỏ sống dưới nước trong họ Unionidae.
Đây là loài đặc hữu của Hoa Kỳ.